# Campionati nord-centroamericani e caraibici di atletica leggera
I Campionati nord-centroamericani e caraibici di atletica leggera (in inglese North American, Central American and Caribbean Championships - NACAC Championships) sono una competizione continentale di atletica leggera organizzata dalla North American, Central American and Caribbean Athletic Association (l'ultima delle sei federazioni continentali di atletica leggera ad aver organizzato una competizione continentale).
La prima edizione di tale evento ebbe luogo nel 2007 a San Salvador e vide la partecipazione di circa 300 atleti per un totale di 26 paesi rappresentati.
I Campionati nord-centroamericani e caraibici di atletica leggera non vanno confusi con i Campionati centroamericani e caraibici di atletica leggera (Central American and Caribbean Championships) che non comprendono le nazioni del Nordamerica (Canada e Stati Uniti d'America).

## Edizioni
| Edizione | Anno | Città        | Nazione     | Data           | Sede                           |
| -------- | ---- | ------------ | ----------- | -------------- | ------------------------------ |
| 1        | 2007 | San Salvador | El Salvador | 13 - 15 luglio | Stadio Jorge "Mágico" González |
| 2        | 2015 | San José     | Costa Rica  | 7 - 9 agosto   | Estadio Nacional de Costa Rica |
| 3        | 2018 | Toronto      | Canada      | 10 - 12 agosto | Varsity Stadium                |
| 4        | 2022 | Freeport     | Bahamas     | 19 - 21 agosto | Grand Bahama Sports Complex    |
| 5        | 2025 | Freeport     | Bahamas     | 15 - 17 agosto | Grand Bahama Sports Complex    |